# Distretti congressuali dell'Illinois

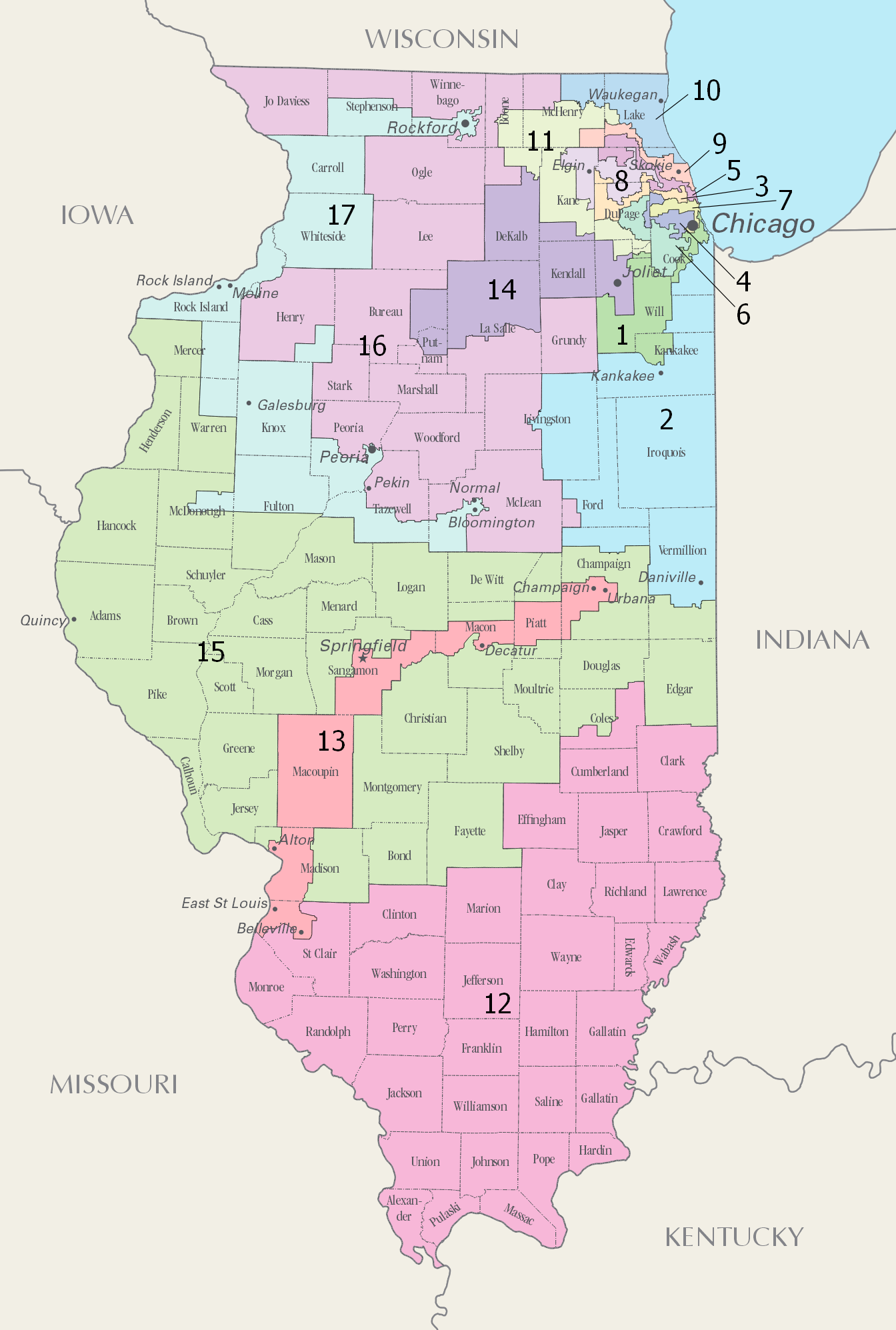
Distretti congressuali dell'Illinois

Lo stato dell'Illinois è diviso in 17 distretti congressuali, ognuno rappresentato da un rappresentante alla Camera dei rappresentanti degli Stati Uniti.
I distretti sono attualmente rappresentati al 119º Congresso degli Stati Uniti d'America da 14 democratici e da 3 repubblicani.

## Distretti e rispettivi rappresentanti
| Distretto | Rappresentante                   | Partito      | CPVI | In carica dal     | Mappa del distretto |
| --------- | -------------------------------- | ------------ | ---- | ----------------- | ------------------- |
| 1°        | Jonathan Jackson (Chicago)       | Democratico  | D+18 | 3 gennaio 2023    |                     |
| 2°        | Robin Kelly (Matteson)           | Democratico  | D+18 | 11 aprile 2013    |                     |
| 3°        | Delia Ramirez (Chicago)          | Democratico  | D+17 | 3 gennaio 2023    |                     |
| 4°        | Chuy García (Chicago)            | Democratico  | D+17 | 3 gennaio 2019    |                     |
| 5°        | Michael Quigley (Chicago)        | Democratico  | D+19 | 7 aprile 2009     |                     |
| 6°        | Sean Casten (Downers Grove)      | Democratico  | D+3  | 3 gennaio 2019    |                     |
| 7°        | Danny K. Davis (Chicago)         | Democratico  | D+34 | 3 gennaio 1997    |                     |
| 8°        | Raja Krishnamoorthi (Schaumburg) | Democratico  | D+5  | 3 gennaio 2017    |                     |
| 9°        | Jan Schakowsky (Evanston)        | Democratico  | D+19 | 3 gennaio 1999    |                     |
| 10°       | Brad Schneider (Highland Park)   | Democratico  | D+12 | 3 gennaio 2017    |                     |
| 11°       | Bill Foster (Naperville)         | Democratico  | D+6  | 3 gennaio 2013    |                     |
| 12°       | Mike Bost (Murphysboro)          | Repubblicano | R+22 | 3 gennaio 2015    |                     |
| 13°       | Nikki Budzinski (Springfield)    | Democratico  | D+5  | 3 gennaio 2023    |                     |
| 14°       | Lauren Underwood (Naperville)    | Democratico  | D+3  | 3 gennaio 2019    |                     |
| 15°       | Mary Miller (Oakland)            | Repubblicano | R+20 | 3 gennaio 2021    |                     |
| 16°       | Darin LaHood (Peoria)            | Repubblicano | R+11 | 10 settembre 2015 |                     |
| 17°       | Eric Sorensen (Moline)           | Democratico  | D+3  | 3 gennaio 2023    |                     |

## Cronologia delle configurazioni
Le tabelle riportano le mappe dei confini dei distretti congressuali dello stato dell'Illinois, presentati in maniera cronologica. Vengono mostrati tutti i cicli di modifica periodica dei distretti dal 1973 ad oggi.
| Anno      | Cartina dello stato | Dettaglio di Chicago |
| --------- | ------------------- | -------------------- |
| 1973–1982 |                     |                      |
| 1983–1992 |                     |                      |
| 1993–2002 |                     |                      |
| 2003–2013 |                     |                      |
| 2013–2023 |                     |                      |
| Dal 2023  |                     |                      |

## Distretti obsoleti
- Distretto congressuale at-large dell'Illinois
- Distretto congressuale at-large del Territorio dell'Illinois
- 18º Distretto congressuale dell'Illinois
- 19º Distretto congressuale dell'Illinois
- 20º Distretto congressuale dell'Illinois
- 21º Distretto congressuale dell'Illinois
- 22º Distretto congressuale dell'Illinois
- 23º Distretto congressuale dell'Illinois
- 24º Distretto congressuale dell'Illinois
- 25º Distretto congressuale dell'Illinois
- 26º Distretto congressuale dell'Illinois